# Cavellia brouni
Cavellia brouni är en snäckart som först beskrevs av Suter 1891.  Cavellia brouni ingår i släktet Cavellia och familjen Charopidae. Inga underarter finns listade i Catalogue of Life.